# آتشفشان ژوکوتیتلان
آتشفشان ژوکوتیتلان (به اسپانیایی: Xocotépetl) یک آتشفشان در مکزیک است که در ایالت مخیکو واقع شده‌است. آتشفشان ژوکوتیتلان ۳٬۹۱۰ متر بالاتر از سطح دریا واقع شده‌است.